# Louis-Auguste d'Anhalt-Köthen
Louis-Auguste-Charles-Frédéric-Émile est un prince de la maison d'Anhalt né le 20 septembre 1802 à Köthen et mort le 16 décembre 1818 à Leipzig. Il est duc d'Anhalt-Köthen de 1812 à sa mort.

## Biographie

### Famille

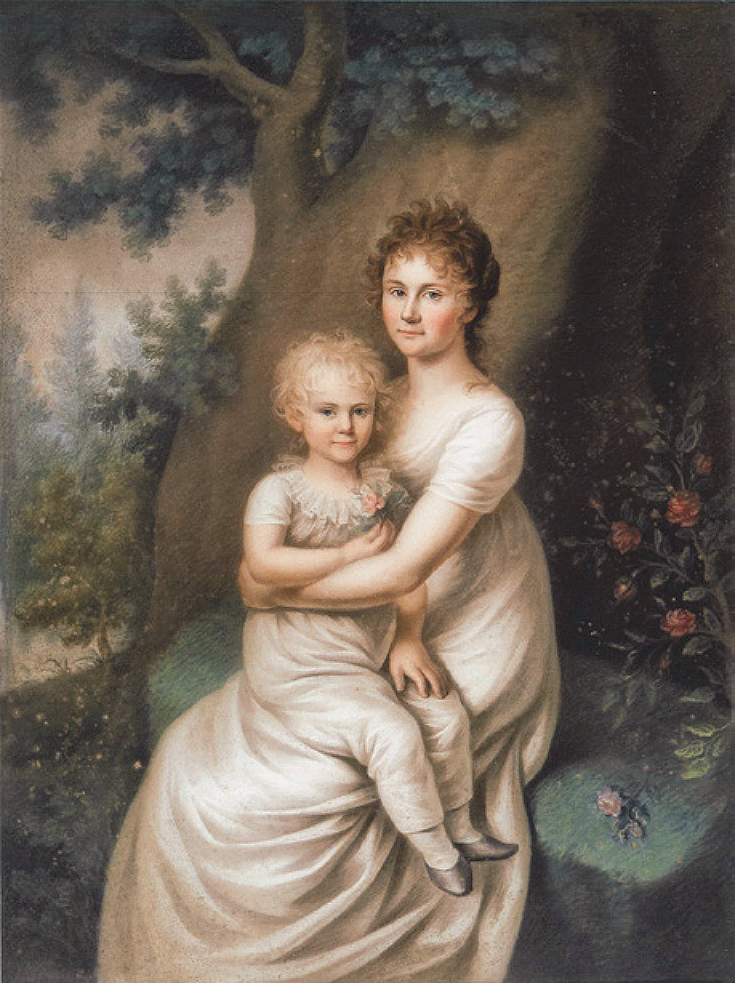
Portrait de Louis-Auguste et de sa mère par Friedrich Erhard Wagner (1805).

Louis-Auguste est le fils posthume du prince Louis d'Anhalt-Köthen (de) (25 septembre 1778 - 16 septembre 1802) et de Louise de Hesse-Darmstadt (16 janvier 1779 – 18 avril 1811), fille du margrave de Hesse-Darmstadt Louis X. Par son père, il est le petit-fils du prince Charles-Georges-Lebrecht d'Anhalt-Köthen.

### Règne
Son oncle, le duc Auguste-Christian-Frédéric, meurt sans héritier direct en 1812, et Louis-Auguste lui succède à la tête de l'Anhalt-Köthen. Du fait de son jeune âge, la régence est exercée par le duc Léopold III d'Anhalt-Dessau, puis, à partir de 1817, par son successeur Léopold IV.
Louis-Auguste meurt en 1818 à l'âge de seize ans, sans jamais avoir directement exercé le pouvoir. La lignée directe d'Anhalt-Köthen s'éteint avec lui, et le duché revient à son cousin Frédéric-Ferdinand, issu de la branche cadette d'Anhalt-Köthen-Pless.